# Płomienne serca
Płomienne serca – polski film fabularny w reżyserii Romualda Gantkowskiego z 1937.

## Obsada[1]
- Elżbieta Barszczewska jako Wanda Porębska
- Paweł Owerłło jako Kazimierz Porębski, jej ojciec
- Helena Zahorska jako Teresa Porębska, jego żona
- Halina Kamińska jako Zosia Konarska, jej siostrzenica
- Tadeusz Białoszczyński jako kapitan Łukasz Śmigielski
- Zofia Lindorfówna jako Krystyna Śmigielska
- Stanisław Łapiński jako Artokserkses Kukułka, właściciel gospody
- Alina Żeliska jako Michasia, jego córka
- Mieczysław Cybulski jako Stanisław Korczyński
- Mieczysław Milecki jako Jerzy Orzechowski
- Mieczysław Węgrzyn jako Witold Marewicz
- Stanisław Jaśkiewicz jako Wojciech Cietrzewa
- Kazimierz Junosza-Stępowski jako płk Włodzimierz Stępiński
- Franciszek Dominiak jako sierżant Zwardoń